# Alogonia cataleuca
Alogonia cataleuca là một loài bướm đêm trong họ Erebidae.